# 仁德滯洪池

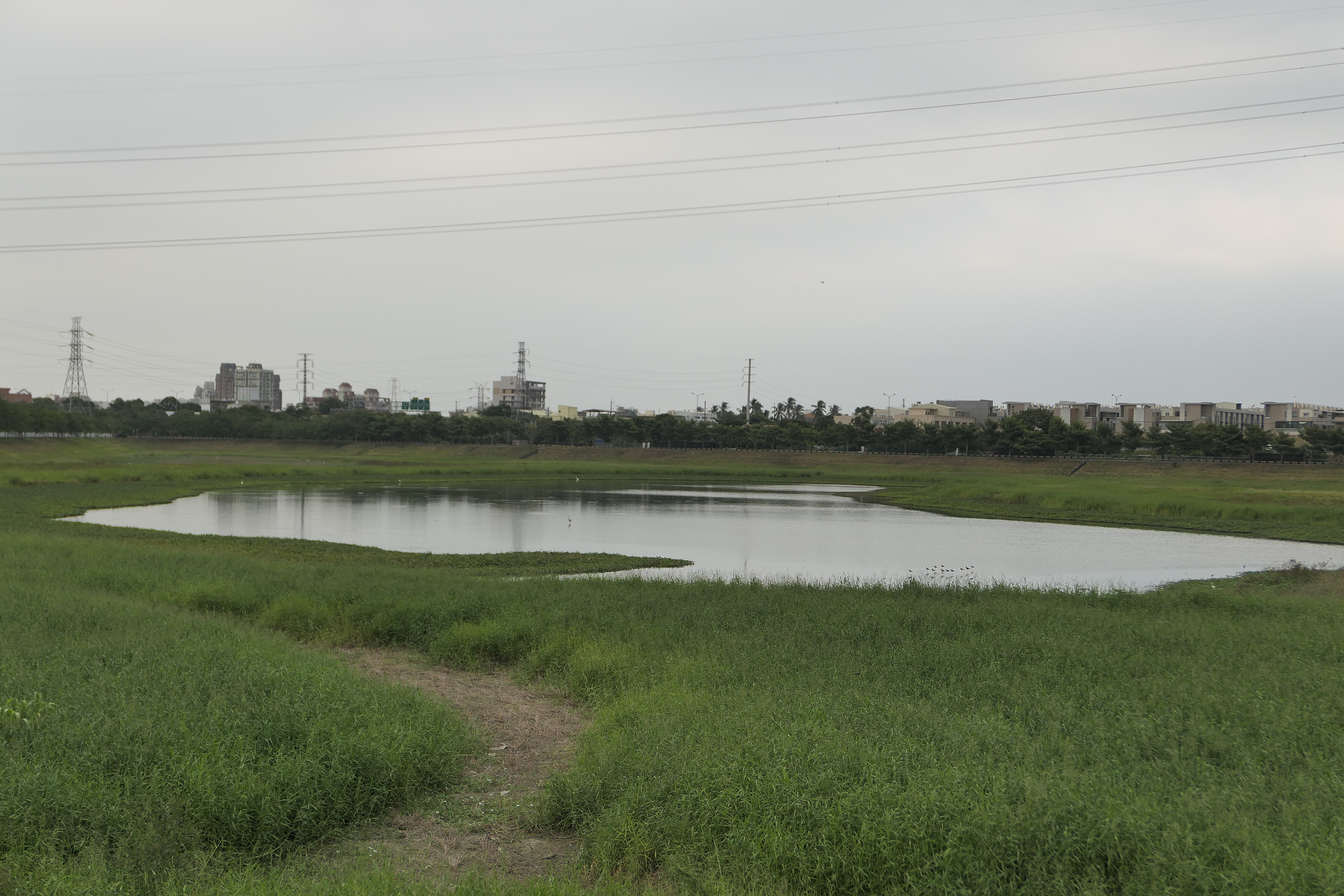
仁德滯洪池南池

仁德滯洪池又稱華醫湖、仁德之心，是位在臺灣臺南市仁德區仁德交流道旁的滯洪池。該滯洪池是因為三爺宮溪流域容易淹水而闢建，分成北池與南池，總蓄水量超過52萬立方公尺。

## 沿革

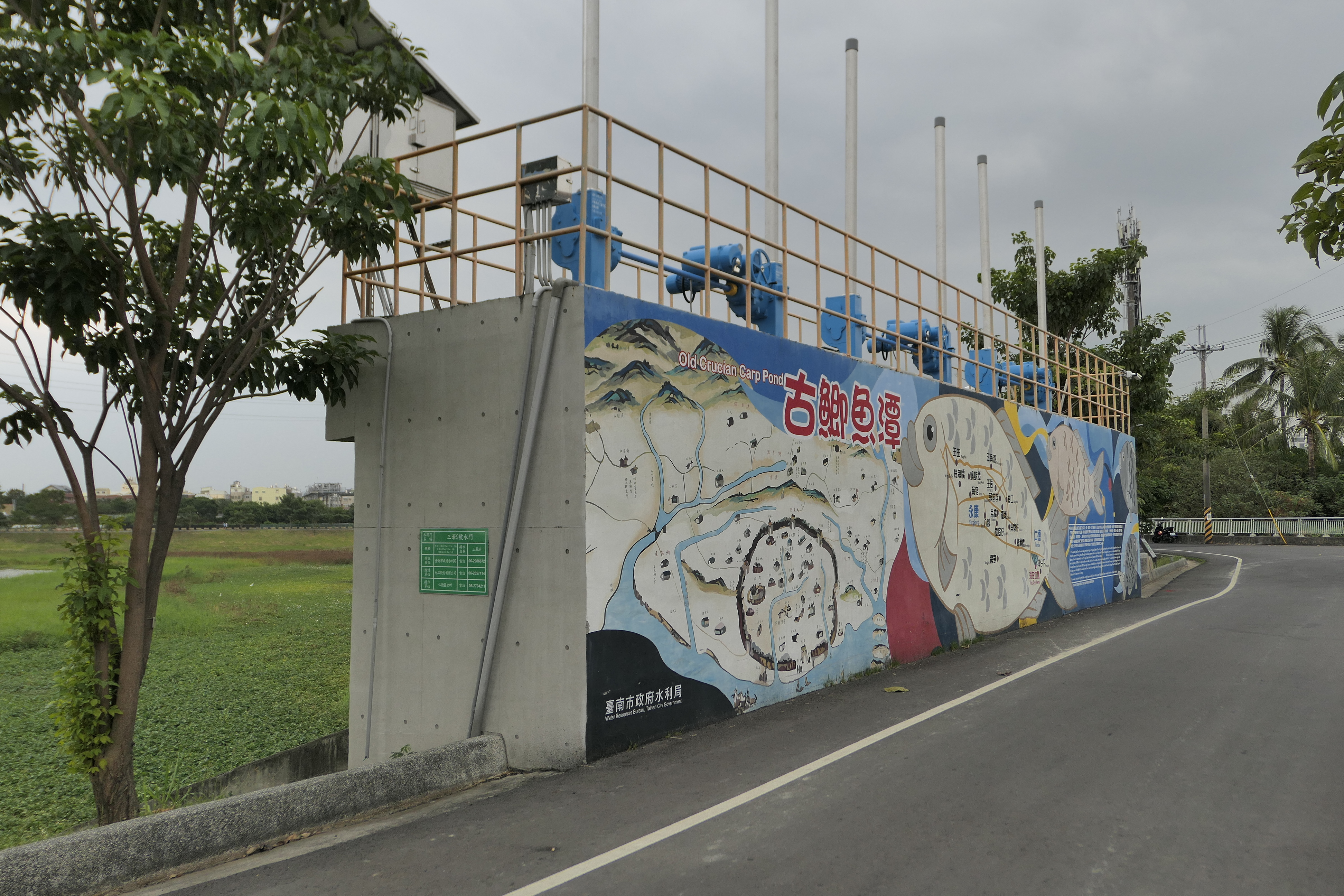
繪製鯽魚潭歷史的三爺9號水門

仁德滯洪池所在地為古鯽魚潭的一部份，地勢較為低漥，三爺宮溪則為二仁溪主要支流，集水區包含永康、仁德、歸仁、臺南交流道特定區等五個都市計畫區，都市化程度高；又區域排水路坡降平緩、兩岸土地開發限制，使排水系統難以宣洩暴雨，故經濟部水利署第六河川局花費7700萬元於此闢建滯洪池，2013年啟用，其後移交臺南市政府管理，市政府也規劃設置兩座水質淨化場。
2015年時市政府與中華醫事科技大學簽約，由該校認養滯洪池環境綠美化，同年4月11日舉行植樹儀式，栽植約500株的洋紅風鈴木，每年3至4月開花。該校也規劃將滯洪池作為獨木舟運動訓練基地，同年9月該校董事長徐國潤、校長曾信超、運動健康與休閒系學生划船進入滯洪池施放一千兩百多尾的孔雀魚、大肚魚、吳郭魚、土虱，希望生物防治登革熱；11月8日在滯洪池舉行創意划船競賽，並將滯洪池命名為「華醫湖」，慶祝該校47週年校慶。
2017年5月，臺南市議會工務委員會至中華醫大視察，校長曾信超以滯洪池將成景點、該校師生及鄰近廠商住戶交通壅塞、事故頻傳為由，希望勝利路向西延伸至文華路三段。市政府工務局長蘇金安表示此路之困難處在於跨越中山高及三爺宮溪，研擬分階段闢建，待都市計畫通過就會向內政部營建署整取興建。
2017年7月30、31日降下大豪雨，仁德滯洪池蓄水量達到上限，緊鄰的中華醫大一帶也淹水嚴重，校長曾信超表示滯洪池對防洪調節有幫助，但仍建議加高三爺溪兩側的防水堤岸、加大加深滯洪池；2018年降雨量大幅減少，4月底時仁德滯洪池乾涸見底。
2020年，市政府水利局向水利署爭取前瞻水環境計畫經費4000萬元，辦理「仁德之心─滯(蓄)洪池景觀營造計畫」工程，同年6月8日開工。景觀營造工程主要集中在北池周邊，內容包含人車分道的環湖步道、萬代橋水淨場的綠籬迷宮、塗庫仔排水近180株的花旗木廊道、岸邊的親水平臺與閘門立面美化、生態保護及解說設施等等，2021年1月完工。市政府曾規劃於此設置太陽能光電板，遭到市議員杜素吟以「勝利路延伸段高架道路正在規劃、光電板將破壞俯瞰景觀」理由反對。2021年經營建署全額補助1億280萬元、中華醫大無償提供200平方公尺校地，水利局於滯洪池對面新建崁腳抽水站，希望改善周邊淹水問題。
2022年，仁德之心滯洪池景觀營造獲得「2022建築園冶獎－公共建築景觀類」獎項。

## 建築
仁德滯洪池分為南、北兩池，南池約17公頃、北池約7公頃，總面積約24公頃。蓄水採自然溢流方式，出流則以自動閘門控制啟閉。此外池底並留設深槽區，理論上平時無蓄納洪水時，仍可維持一定常水位。
而根據第六河川局的概算，南池可蓄納三爺宮溪洪水體積約49.66萬立方公尺，削減三爺溪排水洪峰量40cms；北池可蓄納塗庫仔排水洪水體積約13.36萬立方公尺，削減塗庫仔排水洪峰量2cms。

## 圖片

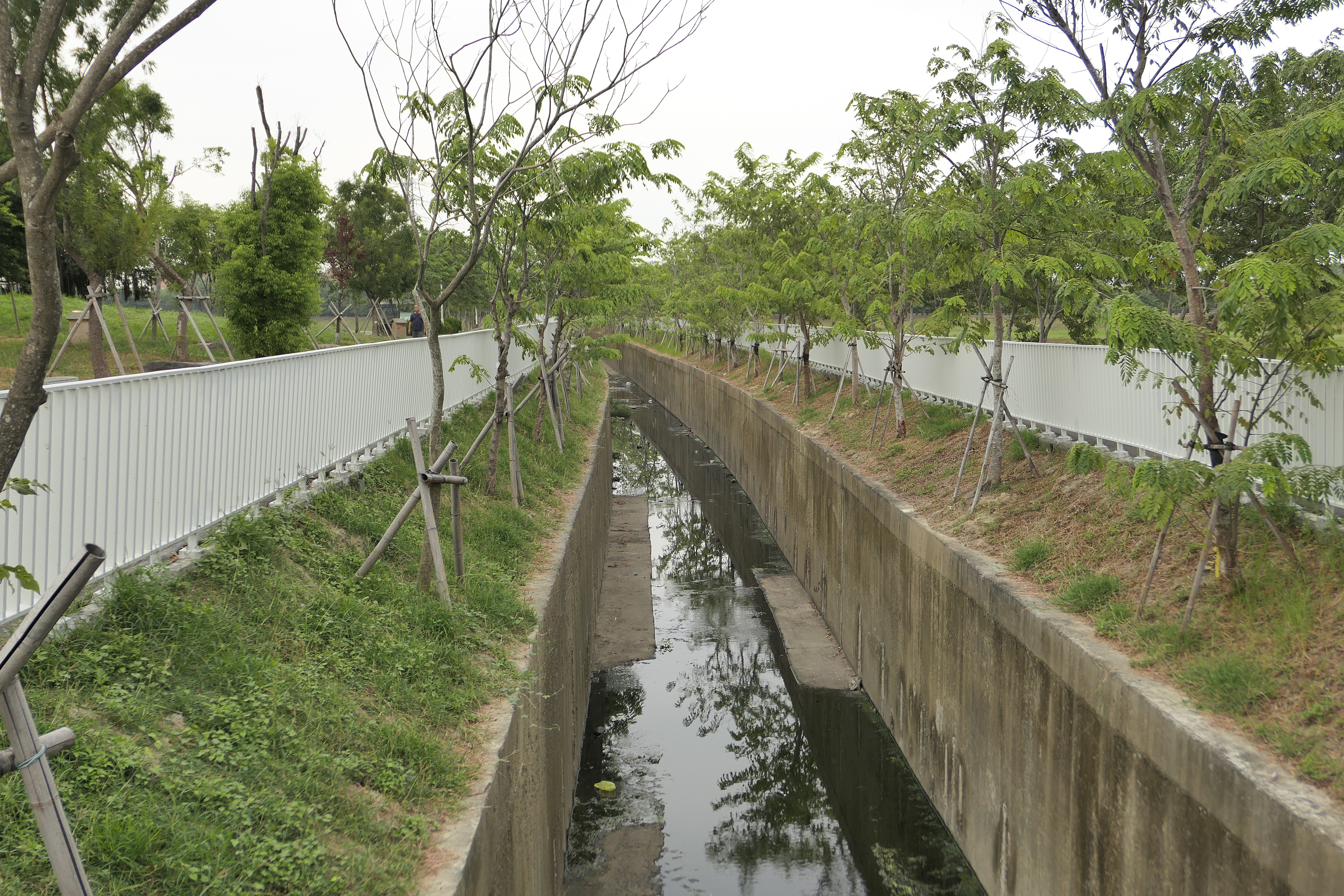
y在北池與南池之間的塗庫仔排水
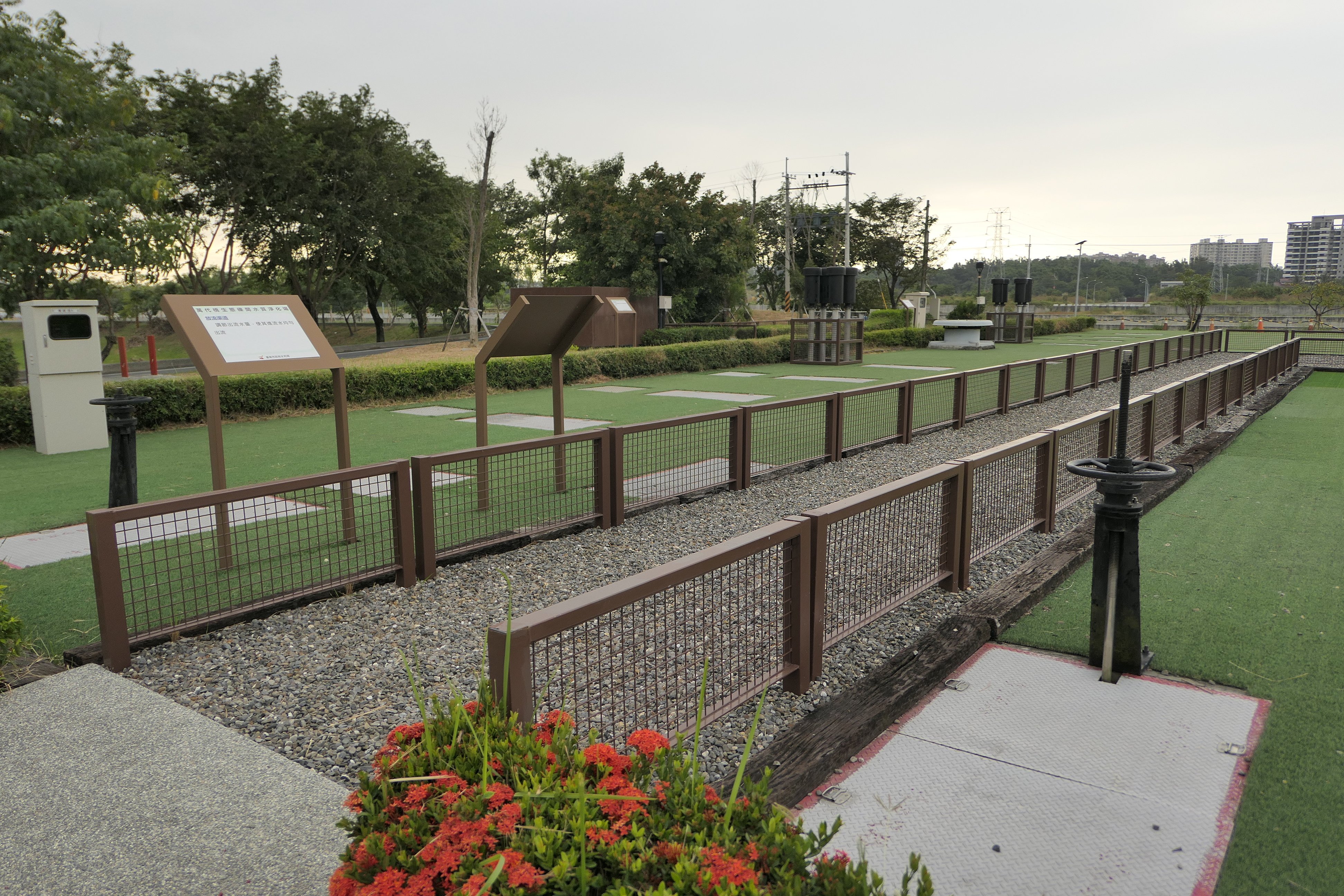
在北池北邊的萬代橋水淨場